# Flynn Ogilvie
Flynn Andrew Ogilvie (* 17. September 1993 in Wollongong) ist ein australischer Hockeyspieler, der mit der australischen Hockeynationalmannschaft 2018 Weltmeisterschaftsdritter war, 2021 erhielt er die olympische Silbermedaille.

## Sportliche Karriere
Flynn Ogilvie gewann mit der australischen Mannschaft 2010 den Titel bei den Olympischen Jugendspielen in Singapur. Der Mittelfeldspieler debütierte 2014 in der Nationalmannschaft. Er absolvierte bis 2024 175 Länderspiele.
Im April 2018 fand im australischen Gold Coast die Commonwealth Games statt. Die Australier gewannen alle sechs Spiele, im Finale besiegten sie die Neuseeländer mit 2:0. Ende 2018 fand im indischen Bhubaneswar die Weltmeisterschaft 2018 statt. Die australische Mannschaft unterlag den Niederländern im Halbfinale nach Penaltyschießen. Im Spiel um den dritten Platz bezwangen die Australier die englische Mannschaft mit 8:1. Bei den Olympischen Spielen in Tokio gewannen die Australier ihre Vorrundengruppe und entschieden im Viertelfinale das Penaltyschießen gegen die Niederländer für sich. Nach einem Halbfinalsieg über die deutsche Mannschaft unterlagen die Australier im Finale den Belgiern im Penaltyschießen.
2022 gewann Ogilvie mit dem australischen Team bei den Commonwealth Games in Birmingham. Bei der Weltmeisterschaft 2023 in Bhubaneswar gewannen die Australier im Viertelfinale gegen die spanische Mannschaft und verloren im Halbfinale gegen die Deutschen. Das Spiel um Bronze entschieden die Niederländer mit 3:1 für sich. Ogilvie war in allen Spielen dabei. Bei den Olympischen Spielen 2024 in Paris schieden die Australier im Viertelfinale gegen die Niederländer aus. Ogilvie wirkte in allen sechs Spielen mit.
Anfang 2015 belegte Australien bei der Hallenweltmeisterschaft in Leipzig den zehnten Platz. Im Aufgebot standen außer Flynn mit Heath Ogilvie und Kurt Ogilvie auch zwei seiner Brüder.